# بئر الاسهب
بئر الاسهب (به عربی: بئر الأشهب) یک منطقهٔ مسکونی در لیبی است که در استان بطنان واقع شده‌است. بئر الاسهب ۶٬۳۹۹ نفر جمعیت دارد.